# Dennis Duigan
Dennis Duigan, född 16 december 1902, död 17 juni 1962, var en australisk friidrottare. Han deltog vid olympiska sommarspelen 1924.